# Double Negative (film, 1980)
Pour les articles homonymes, voir Double Negative.
Pour plus de détails, voir Fiche technique et Distribution.
Double Negative est un film canadien réalisé par George Bloomfield, sorti en 1980.

## Fiche technique
- Titre : Double Negative
- Autre titre : Deadly Companion
- Réalisateur : George Bloomfield
- Scénario : Thomas Hedley Jr., Janis Allen, Charles Dennis d'après le roman The Three Roads de Ross Macdonald
- Musique : Paul Hoffert
- Producteurs : Janis Allen, David Main, David Perlmutter, Jerome S. Simon
- Société de production : Quadrant Films
- Directeur de la photographie : René Verzier
- Monteur : George Appleby
- Durée : 96 minutes
- Genre : Thriller

## Distribution
- Michael Sarrazin : Michael Taylor
- Susan Clark : Paula West
- Anthony Perkins : Lawrence Miles
- Howard Duff : Lester Harlen
- Kate Reid : Mrs. Swanscutt
- Al Waxman : Dellassandro
- Elizabeth Shepherd : Frances
- Kenneth Welsh : Dr. Klifter
- Ken James : City Editor
- Lee Broker : Bartender
- John Candy : John
- Douglas Campbell : The Walker
- Maury Chaykin : Rollins
- John Friesen : Trucker
- Joe Flaherty : Roger
- David Gardner : Cunningham
- Ron Hartmann : Howell
- Michael Ironside : Edgar
- Eugene Levy : Matt
- Kate Lynch : Stewardess
- Sabina Maydelle : Penelope
- Bob McHeady : Electrician
- Heather McKay : Squash Pro
- Catherine O'Hara : Judith
- Pita Oliver : Lorraine
- Vivian Rakoff : Dr. Wright
- Dave Thomas : Howie
- Bob Warner : Detective